# Рознатовський Костянтин Миколайович
Костянти́н Рознато́вський (1858, Глухівський повіт, Чернігівська губернія — 1908) — священник, голова Черкаського відділу Союзу російського народу. Член III Державної думи від Київської губернії.

## Життєпис
Син священника Глухівського повіту Чернігівської губернії. Навчався в Чернігівській духовній семінарії і Київськомій духовній академії, яку закінчив зі ступенем магістра богослов'я. Після закінчення академії, висвячений на священника, Призначений викладачем Новгород-Сіверського духовного училища. Потім протягом сімнадцяти років був законовчителем чоловічої та жіночої гімназій в Глухові, крім цього був головою Глухівського відділення Чернігівської єпархіальної училищної ради.
У період революції 1905—1907 отець Костянтин виступив з монархічних позицій, за що піддався осуду з боку адміністрації, і був переведений законовчителем до Черкас.
З протестами проти переведення його з Глухова до Черкас виступила міська дума і земське зібрання, однак він не був повернений до Глухова.
В Черкасах отець Костянтин продовжив монархічну діяльність, заснувавши і очоливши Черкаський відділ Союзу російського народу. У період виборів до III Державної думи керував передвиборчою кампанією Черкаського відділу СРН, і був обраний виборцем від всіх повітових міст Київської губернії.
У квітні 1907 взяв участь у 4-му Всеросійському з'їзді російських людей в Москві. Активна монархічна діяльність збудила проти Рознатовского ненависть революціонерів, якими у 1907 він був засуджений до смертної кари, що змусило поліцію взяти його під охорону.
У 1907 Рознатовський був обраний членом III Державної думи від Київської губернії, входив до фракції правих. У думі він заробив репутацію стійкої і впевненої людини, користувався авторитетом як серед правих, так і серед політичних супротивників. Отець Костянтин негативно ставився до скандалів у думі, і взагалі сприймав свою діяльність як служіння царю. Крім депутатської роботи, Рознатовський виступав з промовами на Російських зборах, на зборах, організованих Обер-Прокурором Священного Синоду, в гуртках вищого товариства.
Помер 22 серпня 1908 року в Києві, від раку стравоходу і шлунка. Похований на території Вознесенської церкви в Черкасах.